# Hasta Siempre, Comandante

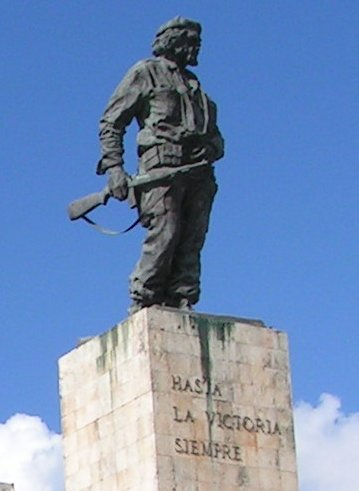
Un fragment din monumentul lui Che Guevara de la Santa Clara, Cuba

"Hasta Siempre, Comandante, sau simplu "Hasta Siempre", este un cântec spaniol din 1965 al compozitorului cubanez Carlos Puebla. Versurile cântecului sunt un răspuns la scrisoarea de adio a revoluționarului Che Guevara când a părăsit Cuba, cu scopul de a stârni o revoluție în Congo și ulterior în Bolivia, unde a fost capturat și ucis.
Versurile reamintesc momentele-cheie ale Revoluției din Cuba, descriindu-l pe Che Guevara și rolul său de comandant revoluționar. Cântecul a devenit iconic dupa moartea lui Guevara, iar mulți artiști de stânga au compus propriile versiuni ale cântecului. Titlul este o parte a unei expresii binecunoscute a lui Guevara: "¡Hasta la victoria siempre!" ("Până la victoria eternă!").

## Structură metrică
Ca și multe din cântecele autorului și în linie cu tradiția muzicii cubaneze și caraibiene, cântecul constă dintr-un refren plus o serie de cinci strofe (catrene), rimând ABBA, cu fiecare linie în vers octosilabic.
Strofa a cincea
[1] (1)Vie-(2)nes (3)que-(4)man-(5)do (6)la (7)bri-(8)sa
[2] (1)con (2)so-(3)les (4)de (5)pri-(6)ma-(7)ve-(8)ra
[3] (1)pa-(2)ra (3)plan-(4)tar (5)la (6)ban-(7)de-(8)ra
[4] (1)con (2)la (3)luz (4)de (5)tu (6)son-(7)ri-(8)sa

## Versuri
| Versuri originale în spaniolă Aprendimos a quererte desde la histórica altura donde el Sol de tu bravura le puso cerco a la muerte. Refren: Aquí se queda la clara, la entrañable transparencia, de tu querida presencia, Comandante Che Guevara. Tu mano gloriosa y fuerte sobre la Historia dispara cuando todo Santa Clara se despierta para verte. [Refren] Vienes quemando la brisa con soles de primavera para plantar la bandera con la luz de tu sonrisa. [Refren] Tu amor revolucionario te conduce a nueva empresa donde esperan la firmeza de tu brazo libertario. [Refren] Seguiremos adelante, como junto a tí seguimos, y con Fidel te decimos : «¡Hasta siempre, Comandante!» [Refren] |

## Versiuni
„"Che Guevara este cea mai pură parte a Revoluției Cubaneze. El este simbolul idealului revoluției; el este un simbol al înnoirii. Cu toții avem nevoie de schimbare și cu toții avem nevoie de speranță. El este simbolul speranței. El a avut rădăcini irlandeze, a călătorit prin Mexic și a învățat să fie singur, el a provocat singurătatea. El este partea curajoasă a revoluției."”— Nathalie Cardone, care a cântat versiunea modernă a Hasta Siempre, care s-a vândut în 80.000 de copii în Franța  
Există mai mult de 200 de versiuni ale acestui cântec.  Cântecul a fost cântat și de Los Calchakis, Compay Segundo, Soledad Bravo, Óscar Chávez, Nathalie Cardone, Robert Wyatt, Inés Rivero, Silvio Rodríguez, Ángel Parra, Celso Piña, Walter Cesar, Xesco Boix, Wayna taki, Veronica Rapella (a cărei interpretare este cunoscută pentru o greșeală des întâlnită a lui Joan Baez) , Rolando Alarcón, Los Olimareños, Julio Cesar Barbosa, Los Machucambos, Ciganos D'Ouro, Maria Farantouri, Jan Garbarek, Wolf Biermann, Boikot, The Buena Vista Social Club, George Dalaras, Giovanni Mirabassi și Al Di Meola, Ahmet Koç, Mohsen Namjoo printre alții. Deși Victor Jara nu a cântat niciodată acest cântec, cu toate acestea, mulți îi atribuie lui, în mod greșit, versiunea lui Carlos Puebla.
În unele versiuni, cum ar fi și versiunea Buena Vista Social Club din 2003, ultimele versuri au fost schimbate din "y con Fidel te decimos : «¡Hasta siempre, Comandante!»" în "y con Cuba te decimos : «¡Hasta siempre, Comandante!»".